# Михаил (Дандар)
Архиепи́скоп Михаи́л (чеш. Arcibiskup Michal, в миру Ми́хал Данда́р, чеш. Michal Dandár; род. 9 января 1947, Земплин, район Требишов, Чехословакия) — епископ Православной церкви Чешский земель и Словакии, архиепископ Пражский (с 2015).

## Биография
Родился 9 января 1947 года в Словакии в православной восточно-словацкой семье.
После окончания средней общеобразовательной школы, окончил два курса православного богословского факультета Прешовского университета. В 1969 году окончил Ленинградскую духовную академию со степенью кандидата богословия. 13 июля 1969 года митрополит Никодим (Ротов) в Ленинграде совершил его венчание с Татьяной Алексеевой.
21 мая 1971 года был рукоположен в сан диакона, а 22 мая — в сан священника. В 1980 году был возведён в сан протоиерея, а в 1997 году — в сан протопресвитера.
В 1997 году получил лиценциат богословия (Lic.theol.) Гуситского богословского факультета Карлового университета города Праги, а в 1998 году — степень доктора философии (Ph.D.) Прешовского православного богословского факультета.
Служил настоятелем Пражского Благовещенского прихода.
С 2000 года назначен главой представительства Православной церкви Чешских земель и Словакии в Москве, став настоятелем храма святителя Николая в Котельниках.
18 декабря 2003 года согласно поданному прошению митрополит Николай (Коцвар) расторг его церковный брак «на основании того, что более 11 лет у них нет совместной супружеской жизни». Готовился к принятию монашества на Горе Афон.
26 мая 2004 года встретился в Москве с Петрвоиерархом РПЦЗ митрополитом Лавром, совершавшим первый официальный визит в Россию.
15 июля 2004 года по благословению митрополита Чешских земель и Словакии архиепископа Прешовского Николая (Коцвара) игуменом Никоном (Смирновым) на Московском подворье Афонского Пантелеимонова монастыря был пострижен в монашество.
После кончины архиепископа Прешовского Николая в феврале 2006 года, был утверждён Священным Синодом в качестве кандидата на Прешовскую кафедру, но избран не был.
23 ноября 2005 года представлял Чехословацкую православную церковь на церковно-государственных торжествах по случаю 70-летия митрополита Киевского и всея Украины Владимира.
11 октября 2007 года был назначен настоятелем русского прихода Рождества Иоанна Предтечи в городе Швайнфурте, Германия, в клире Берлинской епархии Московского патриархата.
24 мая 2010 году архиепископом Берлинским Феофаном (Галинским) был возведён в достоинство игумена.
18 мая 2013 года на епархиальном собрании Пражской епархии был одним из трёх кандидатов для рукоположения в епископский сан, но избран не был. Для победы в последнем туре ему не хватило всего двух голосов.
22 ноября 2014 года, на Пражском епархиальном собрании был снова выдвинут в кандидаты на Пражскую архиепископскую кафедру.
6 марта 2015 года в кафедральном храме святых Кирилла и Мефодия архиепископом Пражским Иоакимом (Грдым) был возведён в достоинство архимандрита.

## Епископское служение
13 марта 2015 года состоялся чин наречения в котором приняли участие митрополит Чешских земель и Словакии Ростислав (Гонт), архиепископ Михайловский и Кошицкий Георгий (Странский), архиепископ Берунский Иоаким (Грди), епископ Фастовский Дамиан (Давыдов) (УПЦ МП) и епископ Моравичский Антоний (Пантелич) (Сербский патриархат).
14 марта в Кирилло-Мефодиевском кафедральном соборе в Праге теми же архиереями был хиротонисан в сан епископа и возведён в достоинство архиепископа. В тот же день состоялась его интронизация.
20 марта официально зарегистрирован в министерстве культуры в качестве управляющего Пражской архиепископией.
В связи с активным противодействием инициатве митрополита Оломоуцко-Брненского Симеона (Яковлевича) по созданию в городе Вилемов ставропигиального мужского монастыря Константинопольского патриархата, 20 февраля 2020 года был письменно извещён митрополитом Деркийским Апостолом (Даниилидисом) о необходимости «воздержаться от такого поведения, деятельности, распространения неправдивой информации и необоснованных обвинений в адрес Матери-Церкви и митрополита Оломоуцко-Брненского Симеона».

## Награды
- набедренник (1971)
- камилавка (1972)
- наперсный крест (1974)
- патриаршая грамота (1976)
- палица (1980)
- наперсный крест с украшениями (1980)
- орден Чехословацкой православной церкви свв. равноапп. Кирилла и Мефодия 3-й степени (1985)
- орден Русской православной церкви прп. Сергия Радонежского 3-й степени (1985)
- митра (1992)
- второй наперсный крест с украшениями (1996)
- орден Русской православной церкви блгв. кн. Даниила Московского 3-й стерени (1996)
- орден Чехословацкой православной церкви свв. равноапп. Кирилла и Мефодия — золотая звезда (2002)
- орден Чехословацкой православной церкви св. Ростислава кн. Моравского 1-й степени (2003)
- архиерейская грамота (2007)
- игуменский наперсный крест с украшениями (2010)
- орден Украинской православной церкви вмч. Георгия Победоносца (2011)
- орден Русской православной церкви свт. Иннокентия Митрополита Московского и Коломенского 3-й степени (2011)
- Орден преподобного Сергия Радонежского II степени (Русская Православная Церковь, 26 августа 2016 года)[18]